# OR10G7
OR10G7 (англ. Olfactory receptor family 10 subfamily G member 7) – білок, який кодується однойменним геном, розташованим у людей на короткому плечі 11-ї хромосоми. Довжина поліпептидного ланцюга білка становить 311 амінокислот, а молекулярна маса — 34 517.
| 10         |  | 20         |  | 30         |  | 40         |  | 50         |
| ---------- |  | ---------- |  | ---------- |  | ---------- |  | ---------- |
| MSNATLLTAF |  | ILTGLPHAPG |  | LDAPLFGIFL |  | VVYVLTVLGN |  | LLILLVIRVD |
| SHLHTPMYYF |  | LTNLSFIDMW |  | FSTVTVPKML |  | MTLVSPSGRT |  | ISFHSCVAQL |
| YFFHFLGSTE |  | CFLYTVMSYD |  | RYLAISYPLR |  | YTNMMTGRSC |  | ALLATGTWLS |
| GSLHSAVQTI |  | LTFHLPYCGP |  | NQIQHYFCDA |  | PPILKLACAD |  | TSANEMVIFV |
| NIGLVASGCF |  | VLIVLSYVSI |  | VCSILRIRTS |  | EGRHRAFQTC |  | ASHCIVVLCF |
| FGPGLFIYLR |  | PGSRDALHGV |  | VAVFYTTLTP |  | LFNPVVYTLR |  | NKEVKKALLK |
| LKNGSVFAQG |  | E          |  |            |  |            |  |            |

A: Аланін

C: Цистеїн

D: Аспарагінова кислота

E: Глутамінова кислота

F: Фенілаланін

G: Гліцин

H: Гістидин

I: Ізолейцин

K: Лізин

L: Лейцин

M: Метіонін

N: Аспарагін

P: Пролін

Q: Глутамін

R: Аргінін

S: Серин

T: Треонін

V: Валін

W: Триптофан

Кодований геном білок за функціями належить до рецепторів, g-білокспряжених рецепторів, білків внутрішньоклітинного сигналінгу. 
Локалізований у клітинній мембрані, мембрані.